# FIFA World
FIFA World era un videojuego en línea masivo free-to-play de fútbol que fue anunciado el 9 de agosto de 2013 para comenzar su Beta abierta el 12 de noviembre de 2013 en Brasil y Rusia. El 20 de mayo de 2014 dio comienzo la Beta global abierta. El 15 de abril de 2015 se anunció que la Beta cerraría en 90 días junto con otros juegos del estilo Free-to-Play de la compañía. para finalizar el juego. La fecha de cierre total del juego se dio el 14 de julio de 2015 .
FIFA World cuenta con todas las licencias, con cerca de 16 000 jugadores reales de más de 600 clubes de 31 ligas de fútbol de todo el mundo.

## Modo liga
El Modo Liga permite a los jugadores progresar a lo largo de múltiples divisiones en línea, empezando en décima división. Cualquier equipo del juego puede ser elegido y los jugadores pueden adaptarlos y personalizarlos antes de comenzar. El sistema de emparejamientos asegura el mismo nivel de juego a la hora de emparejar personajes.

## Otras características
- Invitación de partidos - Reta a tus amigos en partidos Ultimate Team
- Hazañas - Completa tareas y retos para conseguir grandes recompensas
- Social Hub - Comparte de manera sencilla tus mejores momentos con todos tus amigos

## Controles
Hay 3 opciones de controles entre los que elegir - teclado tradicional y gamepad para los más veteranos de FIFA y PC, y ratón/teclado para los principiantes, ofreciendo una manera sencilla y divertida de control.
Más allá de esto, gran parte de los usuarios expresaron quejas, ya que en la modalidad de control "Solo teclado" los comandos no son editables.

## Motor Gráfico
El 13 de agosto de 2014, EA Sports ha anunciado que FIFA World cambiará su motor gráfico con muchas mejoras a comparación del motor actual. Aun no hay fecha de lanzamiento pero se espera que salga muy cerca del lanzamiento de FIFA 15, el juego se cerrara aproximadamente el 14 de julio de 2015 ya que EA anuncio el cierre de este juego y unos más.